# Pachycondyla kruegeri
Pachycondyla kruegeri är en myrart som beskrevs av Auguste-Henri Forel 1910. Pachycondyla kruegeri ingår i släktet Pachycondyla och familjen myror.

## Underarter
Arten delas in i följande underarter:
- P. k. asina
- P. k. kruegeri
- P. k. rhodesiana

## Bildgalleri